# Враг трона
Враг трона (яп. 朝敵, ちょうてき, тё:тэки) — термин, который использовался в Японии VIII—XX веков для обозначения политических противников Императора Японии, японского государства или всеяпонского правительства.
В истории Японии известными «врагами трона» провозглашались Тайра-но Масакадо, Фудзивара-но Сумитомо, Минамото-но Ёсицунэ, Асикага Такаудзи, Токугава Ёсинобу и другие.
Кроме лиц к «врагам трона» могли принадлежать и определённые политические силы: например, Тёсю-хан после инцидента у ворот Хамагури 1864 года или Айдзу-хан во время гражданской войны 1868—1869 годов.